# 1802 na ciência

## Eventos
- Jean-Baptiste Lamarck: evolução teleológica
- Observação ou predição do elemento químico Tântalo[1]

## Nascimentos
| Data           | Nome                 | Profissão                 | Nacionalidade                         | Observações                    | Ref   |
| -------------- | -------------------- | ------------------------- | ------------------------------------- | ------------------------------ | ----- |
| 3 de janeiro   | Proby Thomas Cautley | engenheiro e paleontólogo | Reino Unido da Grã-Bretanha e Irlanda | m. 1871 Medalha Wollaston 1837 | [ 2 ] |
| 25 de agosto   | Niels Henrik Abel    | matemático                | Reino da Dinamarca e Noruega          | m. 1829                        |       |
| 24 de setembro | Adolphe d'Archiac    | geólogo e paleontólogo    | França                                | m. 1868 Medalha Wollaston 1853 | [ 2 ] |

## Mortes
| Data | Nome | Profissão | Nacionalidade | Observações | Ref |
| ---- | ---- | --------- | ------------- | ----------- | --- |

## Prémios
Medalha Copley
- William Hyde Wollaston[3]